# Bystrzyca (dopływ Wieprza)
Bystrzyca – największy lewobrzeżny dopływ Wieprza, jedna z rzek Wyżyny Lubelskiej. Swoje źródła ma w Sulowie (na wysokości 275 m n.p.m.). Przepływa przez Lublin. Całkowita długość rzeki wynosi 86,91 km, a powierzchnia jej dorzecza 1318,37 km². Poniżej miejscowości Spiczyn (na wysokości 152 m n.p.m.) uchodzi do Wieprza.

## Dopływy
Dopływami Bystrzycy są Kosarzewka, Ciemięga (południowa), Czerniejówka, Czechówka i Ciemięga (północna). Kosarzewka wpada w Osmolicach, płynąca od zachodu Ciemięga (południowa), od południa Czerniejówka i od północnego zachodu Czechówka wpadają w granicach Lublina, a ostatnim dopływem, już poza granicami miasta, jest Ciemięga (północna).

## Miejscowości nad Bystrzycą

### Lublin
Przez Lublin Bystrzyca płynie z południa na północny wschód wraz ze swoimi dopływami – Czerniejówką i Czechówką. Dolina Bystrzycy dzieli Lublin na część zachodnią, którą zalicza się do Równiny Bełżyckiej i Płaskowyżu Nałęczowskiego, oraz część wschodnią, która wchodzi w skład Płaskowyżu Świdnickiego i Wyniosłości Giełczewskiej. Bystrzyca przepływa przez lub wyznacza granice następujących dzielnic Lublina: Zemborzyce, Wrotków, Czuby Południowe i Północne, Za Cukrownią, Rury, Śródmieście, Stare Miasto, Bronowice, Kalinowszczyzna, Tatary, Ponikwoda oraz Hajdów-Zadębie.
Na rzece w południowej części Lublina (na terenie Zemborzyc i w bezpośrednim sąsiedztwie Wrotkowa i Abramowic) znajduje się zbiornik retencyjny o powierzchni ok. 250 ha – Zalew Zemborzycki. Jest to miejsce wypoczynku i rekreacji, dysponujące turystyczną i sportową bazą usługową. W rejonie ujścia Czechówki i Czerniejówki, poniżej Zamku Lubelskiego, od XIV do XIX wieku istniał Wielki Staw Królewski, pełniący funkcję retencyjną,hodowlaną i napędzający młyny.
Tereny nad Bystrzycą były wykorzystywane przez mieszkańców Lublina w celach rekreacyjnych znacznie wcześniej: w okresie międzywojennym nad rzeką znajdowała się plaża.

### Inne miejscowości
Sulów, Zakrzówek-Wieś, Zakrzówek, Majorat, Bystrzyca, Kiełczewice Górne, Kiełczewice Maryjskie, Kiełczewice Dolne, Borkowizna, Dębina, Rechta, Strzyżewice, Bystrzyca Nowa, Bystrzyca Stara, Piotrowice, Żabia Wola, Polanówka, Sobianowice, Bystrzyca, Charlęż i Spiczyn.

## Sztuczne zbiorniki
Największym obiektem hydrograficznym na Bystrzycy jest Zalew Zemborzycki, zbiornik retencyjno-przeciwpowodziowy dla miasta Lublin. Ponadto utworzono zespoły stawów rybnych w Zakrzówku, Dębinie, Strzyżewicach i Piotrowicach, a także mniejsze zbiorniki spiętrzające na potrzeby licznych młynów wodnych, m.in. w Osmolicach, Kiełczewicach Górnych i Dolnych.

## Ujście Bystrzycy
W strefie ujścia Bystrzycy do Wieprza brzegi obydwu rzek są porośnięte typowymi dla łęgów roślinami drzewiastymi i krzewami. Licznie występują tu pokrzywa zwyczajna (Urtica dioica), uczepy (Bidens cernae i Bidens tripartita) oraz wiele roślin szuwarowych, a wśród nich manna mielec (Glyceria aquatica).
Wody Bystrzycy są zanieczyszczone. Zdecydowana poprawa czystości wody Bystrzycy nastąpiła po uruchomieniu komunalnej oczyszczalni Hajdów, zbierającej i oczyszczającej ścieki z Lublina i Świdnika.
Przy brzegach, gdzie jest słaby nurt, pływa rzęsa (Lemna minor). Zarośnięta droga polna wiedzie do głównej drogi Spiczyn-Zawieprzyce i jedyny w tej okolicy most na Bystrzycy.
Do Zawieprzyc prowadzą drogi polne oraz kamienista droga. W pobliżu mostu w Zawieprzycach widać usypany kopiec ziemny. Na tej wyniosłości stoi stary, kamienny, dobrze zachowany słup z pozłacanym krzyżem.